# AkzoNobel

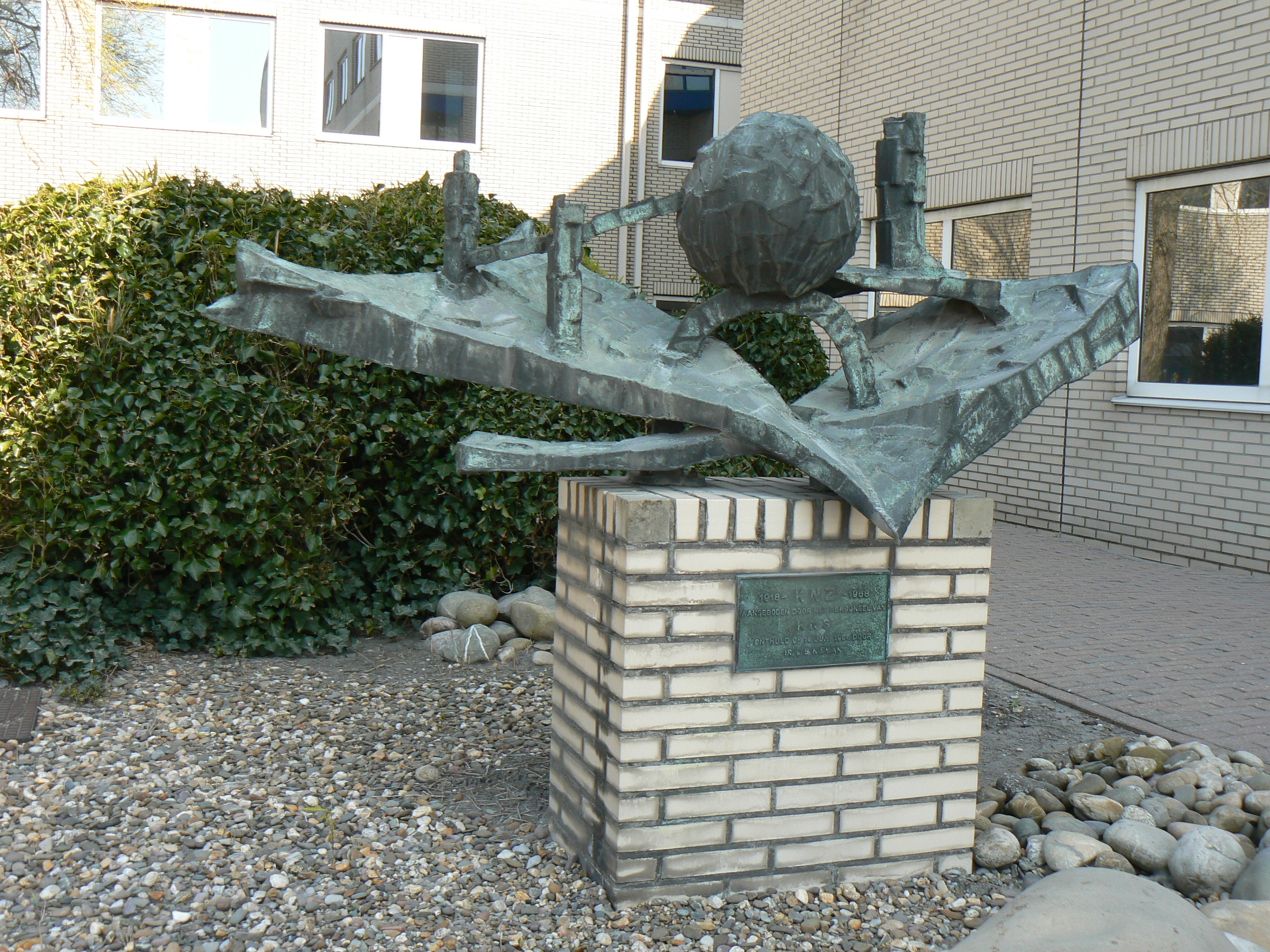
Gedenkteken bij het kantoor van de Koninklijke Nederlandse Zoutindustrie in Delfzijl, 1971

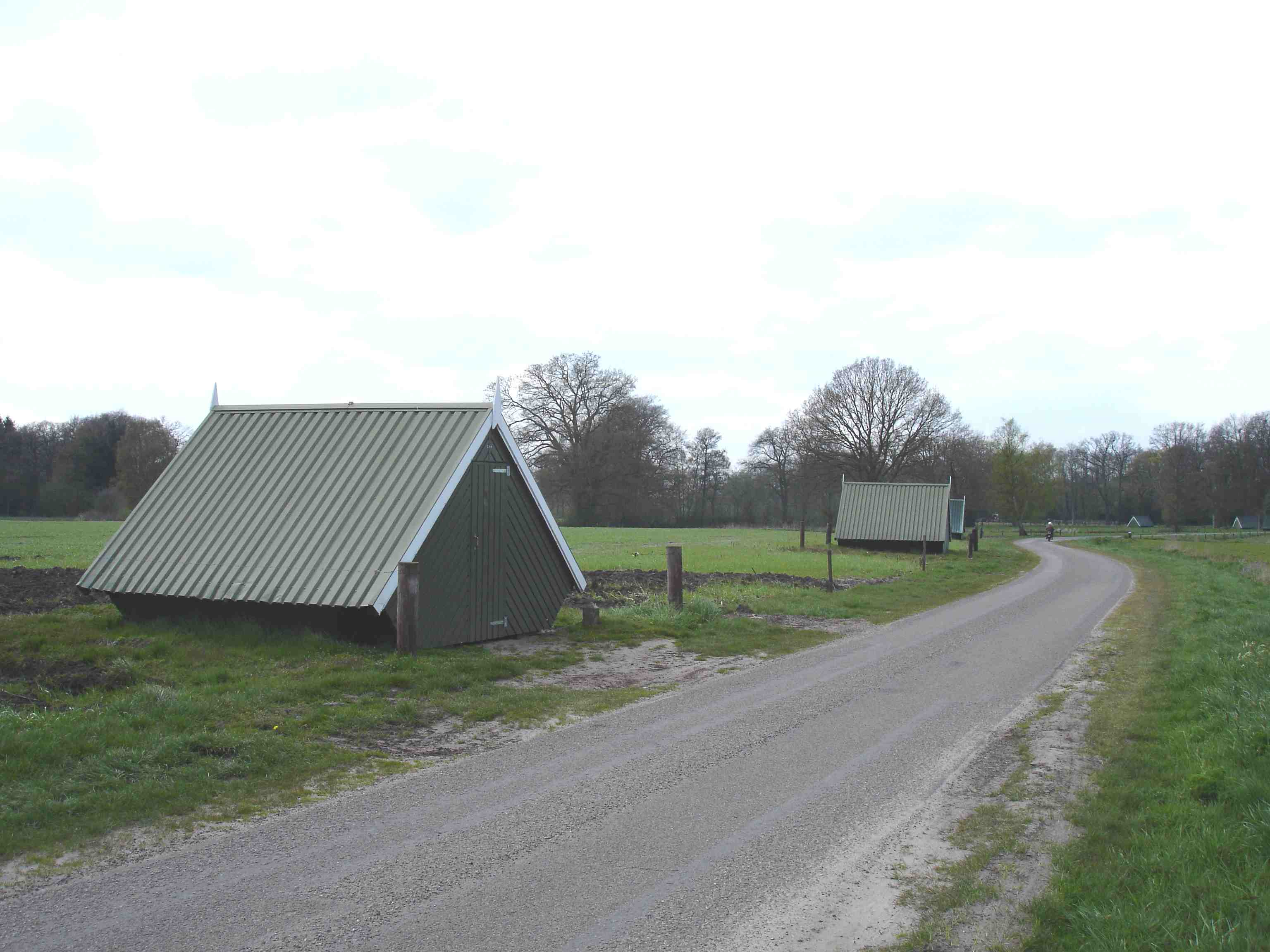
Deze zouthuisjes zijn een bekende verschijning in de omgeving van Hengelo en Boekelo. Hierin bevindt zich de pompinstallatie waarmee het zout wordt gedolven.

AkzoNobel is een Nederlandse multinational met activiteiten op het gebied van verven en lakken. Het hoofdkantoor bevindt zich in Amsterdam. Over 2024 bedroeg de geconsolideerde omzet bijna 11 miljard euro en de onderneming is actief in meer dan 80 landen.

## Activiteiten
AkzoNobel is een producent van verf en coatings. Het bedrijf verkoopt wereldwijd waarvan 50% in Europa, Midden-Oosten en Afrika, een vijfde in Noord- en Zuid-Amerika en een derde in Azië. De omzet in Nederland is minder dan 5% van het totaal.
De aandelen van het bedrijf zijn genoteerd aan de Euronext Amsterdam effectenbeurs. Het maakt onderdeel uit van de AEX aandelenindex. Per eind 2023 was 72% van de aandelen in handen van Amerikaanse en Britse beleggers, het aandeel van Nederlandse beleggers is dermate klein dat het niet apart wordt vermeld.

### Decoratieve verven
Het bedrijf is een wereldwijd toonaangevende verfleverancier met bekende namen zoals Flexa, Sikkens, Dulux, CetaBever en Hammerite. Dit segment maakte in 2023 zo'n 40% van de totale omzet uit. De groep decoratieve verven bestaat uit de volgende onderverdeling:
- South East and Southern Asia & Middle East
- China & North Asia
- North West Europe
- Eastern and Southern Europe & Africa
- Latin America

### Coatings
De groep coatings levert verven en lakken voor gespecialiseerde doeleinden aan professionele gebuikers zoals scheepsbouwers, vliegtuig- en autofabrikanten. Dit onderdeel bestaat uit de volgende strategic market units (SMU's):
- Specialty Coatings - onder andere Yacht, Aerospace, Automotive en Consumer Electronics
- Vehicle Refinishes - lakken voor de automobielindustrie
- Wood Coatings
- Metal Coatings
- Powder Coatings
- Marine Coatings
- Protective Coatings

Bekende merken zijn onder andere Sikkens, International, Herbol, Trimetal en Interpon. Deze producten zijn gebruikt op onder andere het reuzenrad London Eye in Londen, het operagebouw La Scala in Milaan en de Sontbrug tussen Denemarken en Zweden.

### Resultaten
In 2012 leed AkzoNobel een fors verlies vanwege een eenmalige afboeking van ruim € 2,5 miljard op de waarde van de verfactiviteiten. Door de economische malaise en de crisis in de bouw was er minder vraag naar verf. De omzetdaling in 2018 is toe te schrijven aan de verkoop van de groep specialistische chemicaliën Nouryon en in 2018 kwam de winst hierdoor eenmalig fors hoger uit.
| Jaar | Omzet           | Winst           |
| ---- | --------------- | --------------- |
| 2001 | € 14,11 miljard | € 671 miljoen   |
| 2002 | € 14,00 miljard | € 818 miljoen   |
| 2003 | € 13,05 miljard | € 602 miljoen   |
| 2004 | € 12,83 miljard | € 945 miljoen   |
| 2005 | € 13,00 miljard | € 961 miljoen   |
| 2006 | € 10,02 miljard | € 715 miljoen   |
| 2007 | € 10,22 miljard | € 410 miljoen   |
| 2008 | € 15,42 miljard | € −1080 miljoen |
| 2009 | € 13,03 miljard | € 285 miljoen   |
| 2010 | € 14,64 miljard | € 754 miljoen   |
| 2011 | € 15,70 miljard | € 541 miljoen   |
| 2012 | € 15,39 miljard | € −2169 miljoen |
| 2013 | € 14,59 miljard | € 724 miljoen   |
| 2014 | € 14,30 miljard | € 618 miljoen   |
| 2015 | € 14,86 miljard | € 1066 miljoen  |
| 2016 | € 14,20 miljard | € 970 miljoen   |
| 2017 | € 14,75 miljard | € 832 miljoen   |
| 2018 | € 9,26 miljard  | € 6674 miljoen  |
| 2019 | € 9,28 miljard  | € 539 miljoen   |
| 2020 | € 8,53 miljard  | € 630 miljoen   |
| 2021 | € 9,59 miljard  | € 829 miljoen   |
| 2022 | € 10,85 miljard | € 352 miljoen   |
| 2023 | € 10,67 miljard | € 442 miljoen   |
| 2024 | € 10,71 miljard | € 542 miljoen   |

## Geschiedenis

### Akzo
AkzoNobel is in de loop van meer dan twee eeuwen ontstaan uit een aantal verschillende 'voorouders'. De kern ligt bij de Koninklijke Nederlandse Zoutindustrie (KNZ), opgericht in 1918. Doel van KNZ was: "het winnen van zout, de vervaardiging van chemische producten waartoe zout als bestanddeel nodig is en het drijven van handel in haar grondstoffen en producten". Dit heeft de basis gevormd voor alle latere fusies tot AKZO.
Na 1960 vond een reeks fusies plaats: met Ketjen (in 1961), met Sikkens (in 1962), in 1967 met Organon. Het bedrijf ging toen KZO heten. In 1969 sloot Algemene Kunstzijde Unie (AKU) zich daarbij aan en was AKZO geboren.
De oudste voorloper binnen de diverse fusiepartners in Nederland is Sikkens, de fabriek van verven en lakken die in 1792 van start ging in Groningen. Later kwamen er via verschillende fusies namen – en binnen die namen hun voorgangers – bij als:
- Nederlandse Kunstzijdefabriek Enka (1911),
- NV Internationale Spinpot Exploitatie Maatschappij (1926-1938),
- Zwanenberg (1887),
- Organon (1923, in 2007 weer afgestoten),
- Kortman & Schulte, Noury & van der Lande (1838),
- Duyvis (1961, in 1987 weer afgestoten),
- de Koninklijke Zwavelzuurfabrieken voorheen Ketjen (1835),
- Bemberg (1792), Vereinigte Glanzstoff Fabriken (1899),
- Koninklijke Nederlandse Zoutindustrie (1918),
- de Nederlandsche Cocaïnefabriek,
- Chefaro (1968, in 2001 weer afgestoten)

Na de fusie tot het bedrijf AKZO – een mammoetconcern voor Nederlandse begrippen in die tijd met meer dan 100.000 medewerkers wereldwijd – werden de stappen steeds groter en de blik ging steeds verder de grens over. Er verdwenen ook regelmatig bedrijven, producten en merken die niet echt bij AKZO pasten of verliesgevend waren. Het vraagstuk dat als een rode draad door de geschiedenis van het concern speelt is de diversificatie om kwetsbaarheid op te vangen in de productportfolio. Daarnaast was spreiding van R&D-kosten daarmee mogelijk. Op enig moment wilde men zich verder specialiseren in de farmaceutische industrie, maar later zouden coatings (verf) de kernactiviteit gaan vormen.

### Akzo Nobel
Akzo Nobel werd in 1994 gevormd door overname van Nobel Industries door AKZO. Nobel Industries was in 1984 ontstaan uit een fusie van KemaNobel en Bofors. Dit bedrijf maakt onder meer hulpchemicaliën voor de papierindustrie.
In 1998 werd het Britse Courtaulds ingelijfd, een grote producent van coatings en vezels. Akzo Nobel behoort nu tot de grootste producenten van coatings ter wereld. De kunstvezelbedrijven van Courtaulds en Akzo Nobel werden samengevoegd onder de nieuwe naam Acordis en verkocht aan CVC Capital Partners, dat op zijn beurt het onderdeel Twaron BV verkocht aan Teijin.
Op 7 september 2006 gaven de aandeelhouders toestemming voor het splitsen van Akzo Nobel in Akzo Nobel (verven en lakken, en chemische producten) en Organon BioSciences (geneesmiddelen). Dit alles had te maken met het feit dat men zich ging concentreren op kernactiviteiten zoals coatings. De geneesmiddelengroep van Akzo Nobel bestond uit Organon, Intervet, Nobilon en Diosynth. Deze bedrijven zouden aanvankelijk gezamenlijk verdergaan als een beursgenoteerde bedrijf, maar Akzo Nobel werd benaderd door een Amerikaanse farmaceut voor de beursnotering een feit werd. In maart 2007 werd de verkoopintentie bekendgemaakt en Schering-Plough betaalde 11 miljard euro voor de activiteiten. Schering-Plough is sterk op het gebied van anesthesie, cholesterolverlagers en medicijnen tegen gewrichtsontstekingen en telde in 2006 33.500 werknemers. Organon is vooral gespecialiseerd in anticonceptie en vruchtbaarheidsbehandelingen. Die activiteiten zouden vooralsnog in Oss blijven. Bij Organon werkten 18.500 mensen. Beide bedrijven zijn sterk in diergeneesmiddelen en deze activiteit wordt geleid vanuit Boxmeer.
Op 20 augustus 2007 waren Akzo Nobel en het Britse concern ICI het eens over de overname van ICI door Akzo Nobel, met de bedoeling om de verf (coating) afdelingen bij elkaar te voegen en de niet bij de kernactiviteiten passende onderdelen te verkopen. De verfafdeling van ICI heet Dulux. Aldus zou Akzo Nobel uitgroeien tot de grootste verffabrikant ter wereld. Bij de overname werd samengewerkt met Henkel, dat geïnteresseerd in de afdelingen kleefstoffen en chemicaliën voor de elektronische industrie. Gevreesd werd dat bij dit alles massa-ontslagen zouden vallen. Om de goedkeuring van de Europese Commissie te bekomen voor de overname van ICI diende Akzo Nobel verschillende van zijn verfmerken geheel of gedeeltelijk te verkopen. Zo werd Crown Paints verkocht in een management buy-out, en het Belgische De Keyn en Linitop aan de Franse groep Durieu.

### AkzoNobel
In 2008 werd Akzo Nobel omgedoopt tot AkzoNobel en werd een nieuw logo geïntroduceerd.
In december 2012 maakte AkzoNobel bekend de Decorative Paints activiteiten in Noord-Amerika te gaan verkopen aan PPG Industries. Deze activiteit behaalde in 2011 een omzet van US$ 1,5 miljard, dat is ongeveer 7% van de totale omzet, telde ongeveer 5000 werknemers verspreid over acht fabrieken. PPG Industries gaat hiervoor US$ 1,05 miljard betalen. AkzoNobel blijft wel met Performance Coatings en Specialty Chemicals actief in deze markt. De verkoop is een gevolg van een strategische keuze om alleen actief te zijn in belangrijke markten in Europa en waar AkzoNobel hoge groei van Decorative Paints verwacht.
In februari 2016 kocht AkzoNobel de 'industrial coatings'-divisie van BASF voor € 475 miljoen. De divisie heeft een jaaromzet van circa € 300 miljoen. Naast alle technologieën, patenten en handelsmerken worden ook twee fabrieken overgenomen waarvan één in het Verenigd Koninkrijk en één in Zuid-Afrika. Deze transactie werd in december 2016 afgerond.
Bij AkzoNobel vonden in 2013 en 2015 milieu-incidenten plaats, zoals ontsnapping van chloorgas, lekkage van zoutzuur en lozing van onbekende stoffen. In 2017 is het bedrijf hiervoor veroordeeld met een boete van 100.000 euro.
In maart 2017 deed PPG Industries een bod op alle aandelen AkzoNobel. PPG bood ongeveer € 83 per aandeel in geld en aandelen, of € 21 miljard in totaal. Het bestuur van AkzoNobel noemde het voorstel 'ongevraagd' en niet in het belang van aandeelhouders, klanten en medewerkers. Het bod werd resoluut afgewezen. De top 10 verf- en lakproducenten, inclusief AkzoNobel en PPG, heeft zo’n 57% van de wereldmarkt in handen en de rest is verdeeld over circa 7500 bedrijven. AkzoNobel zoekt zelf ook naar overnamekandidaten en om deze acquisities te betalen overweegt AkzoNobel de afsplitsing van de divisie Specialistische chemicaliën. Dit bedrijfsonderdeel vertegenwoordigt ongeveer een derde van de totale omzet.
In antwoord op het overnamebod presenteerde het bestuur van bedrijf in april 2017 diverse maatregelen om de aandeelhouders tevreden te stellen. De chemietak zal binnen een jaar worden afgesplitst, het bedrijfsonderdeel wordt verkocht of krijgt een eigen beursnotering. Verder krijgen de aandeelhouders een extra winstuitkering van € 1,6 miljard en tot slot beloofde het bestuur in de kosten te snijden en daarmee de winst te verhogen.
Op 24 april 2017 verhoogde PPG voor de tweede keer haar bod op AkzoNobel. PPG bood nu € 96,75 per aandeel, waarvan € 61,50 in contanten en de rest in aandelen PPG. Het verhoogde bod was in totaal, inclusief de schulden van AkzoNobel, bijna € 27 miljard waard. Het bestuur van AkzoNobel wees het bod af. Op 1 juni 2017 staakte PPG zijn pogingen AkzoNobel over te nemen. Door de tegenwerking van de bestuurders van AkzoNobel werden de risico's te groot om het bod door te zetten. De koers van het aandeel schommelde daarna rond de € 80, ver beneden het bod van PPG.
Het bestuur van AkzoNobel besloot na de vijandige overnamepoging door PPG de chemietak te verkopen. In maart 2018 werd bekend dat het bedrijfsonderdeel Specialty Chemicals wordt verkocht aan The Carlyle Group en het Singaporese GIC. De twee investeringsmaatschappijen betaalden € 10,1 miljard. Specialty Chemicals behaalde een jaaromzet van ongeveer € 5 miljard en telde wereldwijd zo'n 10.000 werknemers. Het maakt specialistische chemicaliën, zout, chloor-alkali producten en andere industriële chemische producten. Deze producten worden gebruikt bij het maken van papier, roomijs, bakmiddelen, cosmetica, plastic en glas. Na de verkoop heeft AkzoNobel alleen nog verf en lakken. De netto opbrengst van zo'n € 7,5 miljard is uitgekeerd aan de aandeelhouders. De chemietak opereert sinds de afsplitsing onder de naam Nouryon.
In 22 april 2022 kreeg AkzoNobel alle aandelen van Grupo Orbis in handen. Dit bedrijf is gevestigd in Colombia en de overnamesom was 566 miljoen euro. Een paar maanden later kwam het bericht dat AkzoNobel de verf- en coatingsactiviteiten in Afrika gaat overnemen van Kansai Paint. Kansai Paint is op dit continent in 12 landen actief met een jaaromzet van zo'n € 280 miljoen. In oktober 2023 werd deze kleine overname afgeblazen na bezwaren van toezichthouders in drie Afrikaanse landen.
In juni 2025 tekende AkzoNobel een overeenkomst voor de verkoop van haar aandelenbelang in AkzoNobel India Limited (ANIL) aan de JSW Group. JSW is een conglomeraat in India. De transactie omvat de vloeibare verf- en coatingsactiviteiten van AkzoNobel in het land. De verkoop levert, inclusief schulden die naar de koper overgaan, € 1,4 miljard op. AkzoNobel blijft wel eigenaar van India Powder Coating en het internationale onderzoekscentrum. Met de opbrengst gaat AkzoNobel, in min of meer gelijke mate, schulden aflossen en eigen aandelen inkopen. Goedkeuring door de toezichthouder is nog vereist en de transactie zal naar verwachting nog dit jaar worden afgerond.

## Bestuursvoorzitters
Aarnout Loudon werd in 1982 bestuursvoorzitter bij Akzo, dat toen met bijna 80.000 werknemers al een van Nederlands grootste ondernemingen was. Hij bleef twaalf jaar aan en werd ook wel bekend als 'Mr. Akzo'.
Vanaf mei 2003 was Hans Wijers voorzitter van de raad van bestuur. Hij werd in mei 2012 opgevolgd door Ton Büchner. Op 19 juli 2017 beëindigde Büchner per direct zijn werkzaamheden vanwege gezondheidsredenen. Hij kreeg een severance payment mee van 925.000 euro. Thierry Vanlancker nam zijn taken over. Sinds 1 november 2022 zit Gregoire Poux-Guillaume aan het roer bij AkzoNobel.

## Trivia
- Iedere twee jaar wordt door de Koninklijke Hollandsche Maatschappij der Wetenschappen de door AkzoNobel ingestelde AkzoNobel Science Award toegekend (voorheen de AKZO-prijs). Eerdere winnaars van deze prijs zijn onder anderen de fysicus Gerard 't Hooft en de paleontoloog Jan Smit.
- De naam AKZO wordt soms gekscherend uitgelegd als 'Arm Kereltje Zonder Onderlijf' met een knipoog naar het (oude) logo van de organisatie. In 1972 werd nog een andere ludieke invulling gegeven aan het acroniem. AKZO was eigenaar van ENKA en had onder voorzitterschap van jhr. Guup Krayenhoff het plan opgevat om de ENKA garenfabriek in Breda te sluiten. Dit leverde bij wege van succesvol protest, de eerste Nederlandse bedrijfsbezetting op. De actievoerders legden de naam AKZO toen uit als: Alleen Krayenhoff Zal Overblijven.